# Wagners Mahonie
Wagners Mahonie (Mahonia × wagneri) ist eine Pflanzenart aus der Familie der Berberitzengewächse (Berberidaceae). Sie ist eine künstliche Hybride aus den Elternarten Gewöhnliche Mahonie (Mahonia aquifolium) und Fiederblättrige Mahonie (Mahonia pinnata).

## Beschreibung
Wagners Mahonie ist ein aufrechter bis 2,5 Meter hoher immergrüner Strauch. Die Laubblätter werden bis 20 Zentimeter lang und setzen sich aus 7 bis 11 Fiederblättchen zusammen; diese sind eiförmig-länglich geformt und weisen auf jeder Seite 4 bis 7 Zähne auf. Sie sind oberseits glänzend tiefgrün, unterseits etwas heller gefärbt. Die Blüten sind gelb und stehen in bis 8 Zentimeter langen dicht besetzten achselständigen Trauben. Die Beerenfrüchte sind kugelig geformt und bläulich bereift.

## Verwendung
Wagners Mahonie wird selten als Zierstrauch in Gärten und Parks verwendet; es sind verschiedene Sorten bekannt:
- 'Moseri' hat blassgrüne, rosa- bis rotüberlaufene Blätter
- 'Pinnacle' wird bis 1,5 Meter hoch und zeichnet sich durch stumpf bläulich graugrüne Blätter aus, im Austrieb bronzefärbig; zahlreiche rein gelbe Blüten. Diese Sorte ist auch als Mahonia 'Pinnacle', als Mahonia aquifolium 'Fascicularis' oder als Mahonia pinnata bekannt (Mahonia pinnata ist allerdings der richtige botanische Name für die Fiederblättrige Mahonie).
- 'Undulata' mit glänzend dunkelgrünen, am Rand welligen Blättchen, die im Winter rotpurpurn gefärbt sind.
- 'Vikaryi' weist ähnliche Merkmale wie die Sorte 'Pinnacle' auf und verfärbt sich im Herbst teilweise rot.